# William Mabane, 1. Baron Mabane

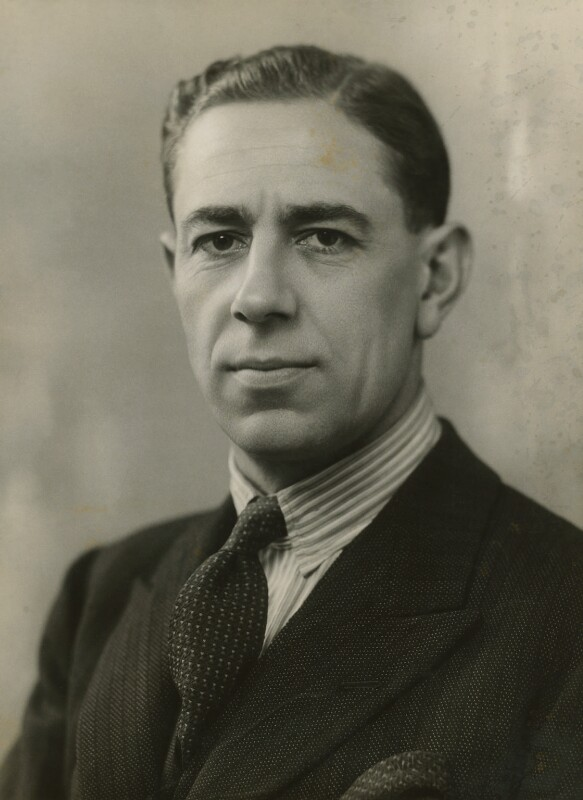
William Mabane, 1. Baron Mabane

William Mabane, 1. Baron Mabane, KBE, PC (* 12. Januar 1895 in Leeds, Yorkshire; † 16. November 1969) war ein britischer Politiker, der zwischen 1931 und 1945 Mitglied des Unterhauses (House of Commons) war sowie verschiedene Regierungsämter bekleidete. Am 15. Juni 1962 wurde er zum 1. Baron Mabane in den erblichen Adelsstand (Hereditary Peerage) der Peerage of the United Kingdom erhoben und gehörte damit bis zu seinem Tode dem Oberhaus (House of Lords) an.

## Leben
William Mabane, Sohn von Joseph Greenwood Mabane und dessen Ehefrau Margaret Steele, besuchte die Woodhouse Grove School und nahm als Angehöriger des 13th Yorkshire Regiment zwischen 1914 und 1918 am Ersten Weltkrieg teil. Er wurde verwundet und aufgrund seiner militärischen Verdienste im Kriegsbericht erwähnt (Mentioned in dispatches). Zuletzt wurde er zum Hauptmann (Captain) befördert. Nach Kriegsende absolvierte er zunächst ein grundständiges Studium am Gonville and Caius College der University of Cambridge, das er 1920 mit einem Bachelor of Arts (B.A.) beendete. Ein darauf folgendes postgraduales Studium am Gonville and Caius College der University of Cambridge schloss er 1923 mit einem Master of Arts (M.A.) ab. 
Mabane, der zunächst Mitglied der Liberal Party war, wurde bei der Unterhauswahl am 27. Oktober 1931 im Wahlkreis Huddersfield für die National Liberal Party erstmals zum Mitglied des Unterhauses (House of Commons) gewählt und gehörte diesem bis zum 5. Juli 1945 an. Er war 1931 bis 1932 kurzzeitig Parlamentarischer Privatsekretär (Parliamentary Private Secretary). Am 7. Juni 1939 übernahm er in der vierten Nationalen Regierung das Amt als Stellvertretender Postminister (Assistant Postmaster-General) und bekleidete dieses Amt zwischen dem 3. September und dem 24. Oktober 1939 auch in der Kriegsregierung Chamberlain. Nach einer Regierungsumbildung übernahm er dann am 24. Oktober 1939 von Alan Lennox-Boyd den Posten als Minister für Heimatschutz (Ministry of Home Security) und hatte diesen bis zum 10. Mai 1940 inne. In der im Anschluss gebildeten Kriegsregierung Churchill übernahm er am 10. Mai 1940 zunächst das Amt als Parlamentarischer Staatssekretär im Innenministerium (Parliamentary Secretary to the Home Department) sowie nach einer Umbildung der Regierung am 3. Juni 1942 als Parlamentarischer Staatssekretär im Ernährungsministerium	(Parliamentary Secretary to the Ministry of Food). In dieser Funktion wurde er am 20. Januar 1944 auch Mitglied des Geheimen Kronrates (Privy Council). Im Anschluss fungierte er zwischen dem 25. Mai und dem 26. Juli 1945 noch als Staatsminister im Außenministerium (Minister of State for Foreign Affairs) in der Übergangsregierung Churchill.
Nach seinem Ausscheiden aus Regierung und Unterhaus wurde William Mabane am 10. Juni 1954 zum Knight Commander des Order of the British Empire (KBE) geschlagen und führte fortan den Namenszusatz „Sir“. Durch ein Letters Patent vom 15. Juni 1962 wurde er schließlich zum 1. Baron Mabane, of Rye, in the County of Sussex, in den erblichen Adelsstand (Hereditary Peerage) der Peerage of the United Kingdom erhoben und gehörte damit bis zu seinem Tode am 16. November 1969 dem Oberhaus (House of Lords) an.
William Mabane war zwei Mal verheiratet. In erster Ehe heiratete er 1918 Louise Tanton und war mit dieser bis zur Scheidung 1926 verheiratet. In zweiter Ehe heiratete er am 31. März 1944 Stella Jane Duggan. Beide Ehen blieben kinderlos, so dass mit seinem Tode der Titel des Baron Mabane wieder erlosch.